# Science Fiction Book Club
Science Fiction Book Club (abbreviato SFBC) è stata una collana editoriale italiana di fantascienza ideata da Roberta Rambelli e pubblicata dalla Casa Editrice La Tribuna (C.E.L.T.) di Piacenza dal 1963 al 1979 (con alcune interruzioni) per un totale di 48 numeri. Venduta per corrispondenza, costituì la prima collana di libri non tascabili di fantascienza in Italia.

## Storia
Originariamente attiva nel campo dell'editoria giuridica, nel 1959 Casa Editrice La Tribuna aveva acquisito la rivista Galaxy, edizione italiana dell'omonima testata statunitense, ed era così entrata nel giovane mercato della narrativa di fantascienza, in competizione diretta con Arnoldo Mondadori Editore e Ponzoni Editore; già nel 1961, dunque, La Tribuna volle diversificare il proprio portfolio e affiancò al suo mensile di racconti brevi la collana Galassia, che ogni mese proponeva nelle edicole un romanzo completo in formato tascabile. Due anni dopo Roberta Rambelli, una delle maggiori autrici e traduttrici italiane di fantascienza, propose di creare anche in Italia un "club del libro" analogo allo Science Fiction Book Club dell'editore americano Doubleday: un sistema per cui i singoli clienti pagavano anticipatamente all'editore una quota annuale e, così facendo, pre-acquistavano dei volumi "di lusso" cartonati e con sovracopertina e li ricevevano per posta direttamente ai propri domicili. 
Lo Science Fiction Book Club italiano esordì nell'estate 1963 con una prima, voluminosa uscita in cui erano antologizzati quattro romanzi brevi scelti da Rambelli, ma già tre mesi dopo la collana venne riorientata sulla traduzione di romanzi auto-conclusivi e di raccolte di racconti (sia personali sia miscellanee), così da mantenere la foliazione di ogni numero attorno alle duecento pagine; la prima uscita fu quindi trattata come un "numero pilota" e la numerazione ripartì da capo, conteggiando le annate con numerale romano e le singole uscite entro ogni serie con numerale arabo (analogamente a quanto La Tribuna già faceva con Galaxy). Prese così il via un primo periodo sotto la direzione di Rambelli in cui lo Science Fiction Book Club pubblicò a cadenza frequente ma irregolare, periodo scandito nelle tre annualità di Settembre 1963-Settembre 1964 (I serie, 7 uscite), Ottobre 1964-Novembre 1965 (II serie, 8 uscite) e Gennaio 1966-Dicembre 1966 (III serie, 7 uscite). Va rimarcato nel 1964 La Tribuna perse improvvisamente i diritti sulla versione statunitense di Galaxy e, per colmare la nicchia di mercato rimasta scoperta, inaugurò una collana di brossure con sovracopertina intitolata La Bussola SF, e tre numeri di questa nuova collana apparvero in versione cartonata anche entro lo SFCB, con la dicitura di numeri speciali "BUS" e la numerazione che portavano entro le Bussole SF. Già nel 1966, tuttavia, la casa editrice chiuse La Bussola SF dopo sole 12 uscite (13 contando anche il volume 0) e sospese pure le pubblicazioni dello SFBC, giunte a 22 numeri regolari (23 contando anche il numero pilota) e 3 numeri BUS.
Dopo una pausa nelle pubblicazioni di 4 anni, nel gennaio 1970 lo SFBC venne riattivato sempre sotto la direzione di Rambelli e la numerazione riprese dal numero 37, conteggiando come un tutt'uno le Bussole SF e la prima fase del Book Club (i tre volumi apparsi in ambo le collane furono conteggiati una sola volta cadauno); la collana pubblicò quindi altri dieci volumi inediti e una quarta ristampa tratta dalle Bussole SF, che fu però retrodatata a numero 14 dello SFBC (senza indicazione di serie). Dopo il numero 46 di marzo 1974 si ebbe un nuovo iato di due anni, a seguito del quale la curatela del progetto passò a Gianni Montanari; egli lo diresse per undici ulteriori numeri (fra cui un'ulteriore ristampa, che però fu conteggiata come nuova uscita), sino alla chiusura definitiva nell'autunno 1979. È degno di nota che sotto la curatela di Montanari la collana pubblicò due romanzi di autori italiani, rispettivamente di Lino Aldani e Remo Guerrini.

## Elenco delle uscite
| Serie | Numero | Autore                                           | Titolo                                             | Note | Anno           |
| ----- | ------ | ------------------------------------------------ | -------------------------------------------------- | --- | -------------- |
|       | 1      | AA. VV.                                          | Terrestri e no                                     | Antologia di quattro romanzi introdotti da Rambelli: - Seme della Terra di Robert Silverberg - Uomini e draghi di Jack Vance - Visita allo zoo di Damon Knight - Qui si raccolgono le stelle di Clifford D. Simak | Giugno 1963    |
| I     | 1      | Ray Bradbury                                     | La fine del principio                              | Raccolta di ventidue racconti allestita dall'autore. | Settembre 1963 |
| I     | 2      | A. E. Van Vogt                                   | L'impero dell'atomo                                | Omnibus della dilogia di Linn: 1. L'impero dell'atomo 2. Lo stregone di Linn | Dicembre 1963  |
| I     | 3      | Isaac Asimov                                     | Dodici volte domani                                | Raccolta di dodici racconti selezionati da antologie precedenti. | Febbraio 1964  |
| I     | 4      | Fritz Leiber                                     | Le argentee teste d'uovo                           | | Maggio 1964    |
| I     | 5      | Theodore Sturgeon                                | Profumo d'infinito                                 | Raccolta di otto racconti allestita dall'autore. | Giugno 1964    |
| I     | 6      | Walter Miller jr.                                | Un cantico per Leibowitz                           | | Agosto 1964    |
| I     | 7      | Edgar Rice Burroughs                             | Perduti su Venere                                  | Omnibus dei primi due romanzi del Ciclo di Amtor: 1. I pirati di Venere 2. Perduti su Venere | Settembre 1964 |
| II    | 1      | Ray Bradbury                                     | Le auree mele del sole                             | Raccolta di ventuno racconti allestita dall'autore. | Ottobre 1964   |
| BUS   | 0      | Brian W. Aldiss                                  | La lampada del sesso                               | Ristampa cartonata de La Bussola SF 0. | Dicembre 1964  |
| II    | 2      | Robert A. Heinlein                               | Straniero in terra straniera                       | | Dicembre 1964  |
| BUS   | 1      | A. E. Van Vogt                                   | La città immortale                                 | Romanzo fix-up del ciclo di Pendrake. Ristampa cartonata de La Bussola SF 1. | Gennaio 1965   |
| II    | 3      | Kurt Vonnegut Jr.                                | Le sirene di Titano                                | | Febbraio 1965  |
| II    | 4      | Philip K. Dick                                   | La svastica sul sole                               | | Maggio 1965    |
| II    | 5      | Groff Conklin e Isaac Asimov (curatori)          | L'altare a mezzanotte. 50 racconti di fantascienza | Antologia di cinquanta racconti e due poesie composti da altrettanti autori. | Luglio 1965    |
| II    | 6      | Edgar Pangborn                                   | Davy, l'eretico                                    | Fix-up di due racconti, primo romanzo della tetralogia di Davy. | Settembre 1965 |
| II    | 7      | John Christopher                                 | ...e venne una cometa                              | | Ottobre 1965   |
| BUS   | 5      | Ray Bradbury                                     | Il gioco dei pianeti                               | Raccolta di tredici racconti coordinati da una cornice narrativa. Ristampa cartonata de La Bussola SF 5. | Novembre 1965  |
| II    | 8      | John Wyndham                                     | I vortici dell'assurdo                             | Raccolta di quattordici racconti allestita dall'autore. | Novembre 1965  |
| III   | 1      | Robert A. Heinlein                               | La via della gloria                                | | Gennaio 1966   |
| III   | 2      | Philip José Farmer                               | Un amore a Siddo                                   | Raccolta dedicata al ciclo del Precursore, comprende il romanzo eponimo e un racconto. | Aprile 1966    |
| III   | 3      | Clifford D. Simak                                | Stranieri nell'universo                            | Raccolta di dieci racconti allestita dall'autore. | Giugno 1966    |
| III   | 4      | Alfred Bester                                    | La tigre della notte                               | | Agosto 1966    |
| III   | 5      | Kurt Vonnegut Jr.                                | La società della camicia stregata                  | | Ottobre 1966   |
| III   | 6      | Lester Del Rey                                   | Robot e folletti                                   | Raccolta di undici racconti allestita dall'autore. | Dicembre 1966  |
| III   | 7      | Donald A. Wollheim e Terry Carr (curatori)       | Il vento del sole                                  | Traduzione dell'antologia World's Best Science Fiction: 1966 (Ace Books, 1966), comprende quindici racconti di altrettanti autori.                                                                                | Dicembre 1966  |
|       | 37     | AA. VV.                                          | 1ª Antologia celebrativa di Galaxy. Civiltà domani | Antologia di otto racconti già apparsi sulla rivista Galaxy con introduzione di Sandro Sandrelli. | Gennaio 1970   |
|       | 38     | Donald A. Wollheim e Terry Carr (curatori)       | Metamorfosi 1970                                   | Traduzione dell'antologia World's Best Science Fiction: 1969 (Ace Books, 1969), comprende sedici racconti di altrettanti autori.                                                                                  | Gennaio 1970   |
|       | 39     | Ray Bradbury                                     | Le macchine della felicità                         | Raccolta di ventuno racconti allestita dall'autore. | Aprile 1970    |
|       | 40     | Clifford D. Simak                                | Tempo senza tempo                                  | | Maggio 1970    |
|       | 41     | Henry Kuttner e C. L. Moore                      | Il twonky, il tempo e la follia                    | Raccolta di nove racconti allestita dagli autori. | Novembre 1971  |
|       | 42     | Daniel Drode                                     | Superficie del pianeta                             | | Febbraio 1972  |
|       | 14     | Theodore Sturgeon                                | Venere più X                                       | Ristampa cartonata de La Bussola SF 2. | Aprile 1972    |
|       | 43     | John Brunner                                     | Le finestre del cielo                              | Raccolta di undici racconti allestita dall'autore. | Settembre 1972 |
|       | 44     | Donald A. Wollheim e Terry Carr (curatori)       | Il computer sotto il mondo                         | Traduzione dell'antologia World's Best Science Fiction: 1968 (Ace Books, 1968), comprende quattordici racconti di altrettanti autori.                                                                             | Settembre 1972 |
|       | 45     | R. A. Lafferty                                   | Il diavolo è morto                                 | Primo romanzo della trilogia di Argo. | Gennaio 1974   |
|       | 46     | Philip K. Dick                                   | Labirinto di morte                                 | | Marzo 1974     |
|       | 47     | Fritz Leiber                                     | La guerra e i labirinti                            | Raccolta creata per il mercato italiano, comprende sei racconti afferenti al ciclo della Guerra del Cambio e quattro auto-conclusivi.                                                                             | Gennaio 1976   |
|       | 48     | John Brunner                                     | L'orbita spezzata                                  | | Marzo 1976     |
|       | 49     | Lino Aldani                                      | Quando le radici                                   | | Gennaio 1977   |
|       | 50     | Theodore Sturgeon                                | Un fruscio d'ombre                                 | Raccolta di cinque racconti (più un articolo) allestita dall'autore. | Novembre 1976  |
|       | 51     | Frederik Pohl e Cyril M. Kornbluth               | La civiltà dell'incubo                             | Raccolta di dieci racconti allestita dagli autori, la traduzione italiana aggiunge in appendice il racconto "Riti legali" ("Legal Rites", 1950) composto da Pohl in collaborazione con Isaac Asimov.              | Settembre 1977 |
|       | 52     | Charles L. Harness                               | Il futuro alla sbarra                              | Raccolta creata per il mercato italiano, comprende sei racconti afferenti o comunque riconducibili al ciclo di Conrad Patrick.                                                                                    | Novembre 1977  |
|       | 53     | Philip José Farmer                               | Un amore a Siddo                                   | Ristampa del romanzo già proposto come numero III.2, stavolta privo del racconto di accompagnamento. | Gennaio 1978   |
|       | 54     | Keith Roberts                                    | Pavana                                             | Raccolta del ciclo di Pavana, i cinque racconti sono presentati come un fix-up. | Marzo 1978     |
|       | 55     | Fritz Leiber e Jack Williamson (non accreditato) | Neri araldi della notte                            | Omnibus comprendente otto racconti auto-conclusivi di Leiber e il romanzo di Williamson Lupi dalle tenebre. | Aprile 1979    |
|       | 56     | Theodore Sturgeon e altri                        | Il creatore di lune                                | Antologia creata per il mercato italiano, comprende due racconti di Sturgeon e sei racconti di altrettanti autori.                                                                                                | Giugno 1979    |
|       | 57     | Remo Guerrini                                    | Pelle d'ombra                                      | Comprende il romanzo eponimo e un racconto. | Settembre 1979 |